# 萊恩·克里納
萊恩·克里納（英語：Ryan Kriener，1998年4月24日—）是生於美國愛荷華州斯皮里特萊克的美國職業籃球運動員，場上位置為大前鋒，現效力於B.League的滋賀湖。

## 早年
克里納於1998年4月24日出生於美國愛荷華州斯皮里特萊克，從一年級開始參加正規籃球訓練。他的高中籃球生涯始於新漢普頓高中，在二年級時場均貢獻12.3分與5.5個籃板。三年級時，克里納轉學至斯皮里特湖高中，場均19.8分、8.5個籃板，投籃命中率高達71.3% 。到了四年級，他場均攻下22.4分與11.8個籃板，並獲選為全州第一隊（First Team All-State）。
他曾在AAU（美洲大學協會）為Martin Brothers隊效力，與未來的愛荷華大學鷹眼隊友喬丹·鮑恩農與科德爾·彭斯 (Cordell Pemsl)並肩作戰。克里納一共收到23所大學的獎學金邀約，並曾參訪內布拉斯加剝玉米人籃球隊，但最終選擇加入愛荷華大學。

## 大學生涯
作為大一新生，克里納場均貢獻 3.1 分與 2.2 個籃板 。大二賽季受到兩次腦震盪及多項傷勢困擾，導致表現受限，場均為 3.6 分與 1.9 籃板。
到了大三，克里納表現有所提升，場均 5.7 分與 3.0 籃板，並在主場對上密西根大學狼獾隊時攻下 15 分與 10 籃板。
大四賽季他主要擔任替補，但在小C·J·弗雷德里克受傷期間曾先發六場。2019 年 12 月 29 日，克里納在對陣肯尼索州立大學貓頭鷹隊時拿下生涯新高的 20 分。2020 年 2 月 25 日，面對密西根州立大學斯巴達人隊時，他攻下 18 分與 7 籃板，最終球隊以 70 比 78 落敗。
他的大四賽季場均成績為 7.7 分與 4.1 籃板，投籃命中率達 54%。

## 職業生涯
2020年8月8日，克里納與斯洛維尼亞籃球甲級聯賽的多姆扎萊籃球俱樂部及亞得里亞海乙級聯賽簽下首份職業合約，但最終並未代表球隊出賽。
2021年1月，克里納轉而加盟比利時職業籃球聯賽的魯汶熊，場均攻下 19 分與 7 個籃板，並成為聯盟最有價值球員（MVP）的最終候選人之一。
2021年7月13日，克里納加盟日本B.League 的愛媛維京人。
2023年6月23日，克里納與滋賀湖簽約。
2024年6月13日轉隊至Levanga北海道。
2025年5月14日，克里納時隔兩個球季重返滋賀湖泊隊。

## 個人生活
克里納是里奇（Rich）與南茜（Nancy Kriener）的兒子，也是史蒂夫・蒙斯魯德（Steve Monsrud）的外甥。他在當地公園度過了許多時光，由「史蒂夫叔叔」親自指導籃球技巧。他的父親曾是明尼蘇達州立大學曼卡托分校的籃球員，並曾入選全聯盟陣容。
克里納在球鞋上寫有「Leo」與「Rose」的名字，以紀念他的祖父母。

## 外部連結
- 萊恩·克里納在B.LEAGUE官網（日语）
- 萊恩·克里納在Sports-Reference.com（NCAA）（英语）
- 萊恩·克里納在Eurobasket.com（球員）（英语）
- 萊恩·克里納在Proballers（英语）
- 萊恩·克里納在RealGM（球員）（英语）